# Maximum Ride
Maximum Ride es una serie de libros del escritor estadounidense James Patterson, publicados entre 2005 y 2009.

## Maximum Ride series
La serie está compuesta por las siguientes novelas:
- The Angel Experiment
- School's Out - Forever
- Saving the World and Other Extreme Sports
- The Final Warning
- MAX
- Fang
- Angel
- Nevermore

## Argumento
Maximum Ride es la "Madre" de seis mutant freaks (mutantes) y un perro (mutante), aunque Max solo tiene catorce años. Los seis son 98% humano y 2% pájaro. Fueron criados en un laboratorio que llaman the School (la escuela). Los científicos que trabajan allí los robaron a sus padres e hicieron experimentos. 
Un científico llamado Jeb los rescata y se los lleva a una casa en el bosque donde están seguros. Un día Angel sale de su casa porque escucha algo y eran  los Erasers, ellos atrapan a Angel que era la menor. Los científicos los quieren de vuelta en La Escuela.
En el segundo ejemplar (School´s out forever) tratan de encontrar a sus padres y sufren varios problemas.

## Personajes
- Max
- Fang
- Iggy
- Nudge
- The Gasman (Gazzy)
- Angel
- Total
- Jeb Batchelder
- Roland ter Borcht
- Ari
- Anne